# 升田重蔵
升田 重蔵（ますだ じゅうぞう、1934年11月6日－2001年10月5日）は、日本の政治家・教育者。北海道島牧郡島牧村出身。北海道寿都町町長（1996年－2001年、2期）。位階は正六位。勲五等瑞宝章受章。

## 人物・経歴
漁師の家に生まれる。北海道小樽水産高等学校卒業。1952年、島牧村の小学校助教諭に就く。日本大学文理学部通信教育課程卒業。日本大学で教員免許を取得し、歌棄中学校や寿都中学校などで教諭を務めた。寿都中学校長を経て、1992年寿都町教育委員会勤務。1994年寿都町教育長。1996年寿都町町長選挙に出馬し、同じ新人の岡部武を破って初当選。2000年も無投票で再選したが、2001年10月 在職中に逝去。死没日付をもって正六位に叙され、勲五等瑞宝章を受章。

## エピソード
歌棄中学校教諭の時に、生徒と熊肉の缶詰を製作。また、寿都中学校の水産クラブの顧問として寿都湾の帆立養殖に取り組んだり、勤務する中学校で得意の握り寿司教室を開いたりした。